# The Rock and Roll Circus
Pour plus de détails, voir Fiche technique et Distribution.
The Rolling Stones Rock and Roll Circus est un film de concert réalisé par Michael Lindsay-Hogg. 
Conçu à l'origine par Mick Jagger afin de promouvoir l'album Beggars Banquet, il n'a jamais été diffusé à la demande des Rolling Stones et ce pour des raisons qui demeurent toujours plus ou moins mystérieuses.
Après que les enregistrements ont longtemps circulé en bootleg, il est finalement sorti en CD et VHS 1996 sous le titre The Rolling Stones Rock'n'Roll Circus, tandis que des extraits, comme le A Quick One While He's Away des Who ont été visibles bien des années plus tôt.

## Genèse
Le 11 décembre 1968, les Rolling Stones organisent un spectacle pour la télévision intitulé The Rock'n'Roll Circus. L'idée est que les plus grandes figures de la musique du Swinging London des années 1960 se produisent dans un studio de télévision, dans un décor de cirque. La diffusion de ce projet, conçu par Mick Jagger, à la télévision est finalement annulée par les Stones eux-mêmes, prétextant de la piètre qualité de leur performance[réf. nécessaire]. Le tournage du concert débute à 14 heures le 11 décembre, et se termine le lendemain à 5 heures du matin.
Le spectacle marque la dernière performance publique de Brian Jones avec les Rolling Stones. Le public présent assiste aussi à l'unique fausse performance de Tony Iommi (guitariste et membre fondateur de Black Sabbath) avec Jethro Tull puisqu'ils ont joué en playback, et à la représentation du premier mini opéra-rock des Who, A Quick One While He's Away (que l'on pourra visionner dans leur film documentaire de 1978, The Kids Are Alright). Enfin, tout juste deux semaines après la sortie de l'album blanc des Beatles, John Lennon interprète Yer Blues, accompagné par un supergroupe éphémère, baptisé The Dirty Mac et composé de Keith Richards à la basse, Eric Clapton à la guitare, et Mitch Mitchell à la batterie. Yoko Ono, complètement recouverte de tissu noir, se tient agenouillée face aux musiciens. Accompagnée du même groupe, et du violoniste israélien Ivry Gitlis, Yoko Ono donne ensuite une performance vocale improvisée, intitulée Whole Lotta Yoko.
Il y a aussi la grande prestation de Taj Mahal avec sa voix puissante et chaude pleine de Blues'n'Soul. La Great Black Music est la base de toute la musique moderne anglo-saxonne, les Stones ne l'ont pas oublié !
Le spectacle est sorti en CD et VHS en 1996, puis en DVD en 2004. Bien avant est paru un CD édité en 1989 par Living Legend Product (Italie), sous la référence: LLR-CD 036, sur lequel une partie concerne le show des "Dirty Mac" et deux autres sont des enregistrements "Live" au Madison Square Garden en novembre 1969, et à l'Altamont Speedway en décembre 1969. Bien qu'incomplet c'est semble-t-il le premier CD paru sur le show Rock'N' Roll Circus.

## Liste des participants
- Jethro Tull avec exceptionnellement à la guitare Tony Iommi
- The Who
- Taj Mahal
- Marianne Faithfull
- The Dirty Mac (supergroupe composé de John Lennon, Eric Clapton, Mitch Mitchell, Keith Richards) ainsi que Yoko Ono, Ivry Gitlis au violon
- The Rolling Stones
- Nicky Hopkins (en accompagnement)

## Titres
1. Mick Jagger's Introduction of The Rock and Roll Circus
2. Entry of the Gladiators (orchestre)
3. Mick Jagger's Introduction of Jethro Tull
4. Song For Jeffrey (Jethro Tull)
5. Keith Richard's Introduction of The Who
6. A Quick One While He's Away (The Who)
7. Over The Waves (orchestre)
8. Ain't That A Lot Of Love (Taj Mahal)
9. Charlie Watts' Introduction of Marianne Faithfull
10. Something Better (Marianne Faithfull)
11. Mick Jagger's and John Lennon's Introduction of The Dirty Mac
12. Yer Blues (The Dirty Mac)
13. Whole Lotta Yoko (Yoko Ono, Ivry Gitlis, The Dirty Mac)
14. John Lennon's Introduction of The Rolling Stones / Jumpin' Jack Flash (The Rolling Stones)
15. Parachute Woman (The Rolling Stones)
16. No Expectations (The Rolling Stones)
17. You Can't Always Get What You Want (The Rolling Stones)
18. Sympathy for the Devil (The Rolling Stones)
19. Salt of the Earth (The Rolling Stones)

Bonus de l'édition Deluxe 2019
1. Checkin' up on My Baby (Taj Mahal)
2. Leaving Trunk (Taj Mahal)
3. Corinna (Taj Mahal)
4. Revolution (Rehearsal) (The Dirty Mac)
5. Warmup Jam (The Dirty Mac)
6. Yer Blues (Take 2) (The Dirty Mac)
7. Brian Jones' Introduction of Julius Katchen (Brian Jones)
8. de Falla: Ritual Fire Dance (Julius Katchen)
9. Mozart: Sonata in C Major-1st Movement (Julius Katchen)